# Río Cortaderal
Río Cortaderal är ett vattendrag i Chile.   Det ligger i regionen Región de O'Higgins, i den södra delen av landet, 100 km söder om huvudstaden Santiago de Chile.
Omgivningen kring Río Cortaderal är ofruktbar med liten eller ingen växtlighet. Området är glesbefolkat, med 11 invånare per kvadratkilometer.